# Haparandadam

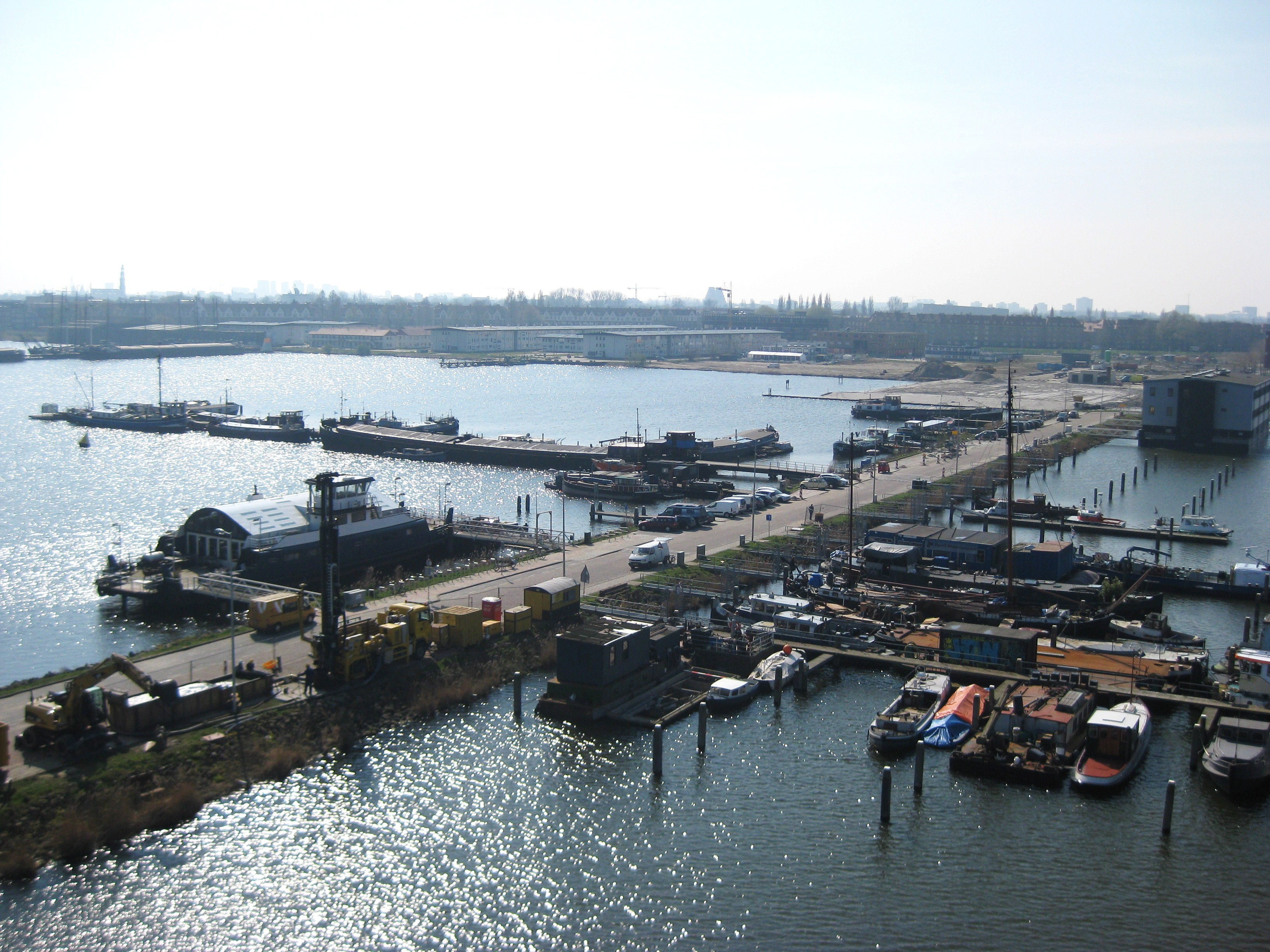
De Haparandadam.

De Haparandadam is een dam in Amsterdam-West. De dam vormt de grens tussen de wijk Houthaven en het Westelijk Havengebied. De dam is vernoemd naar de Zweedse havenstad Haparanda aan de Botnische Golf, op de grens met Finland, waar veel hout vandaan naar Amsterdam kwam.

## Geschiedenis en ligging
De rond 2008 aangelegde dam ligt tussen de Houthaven en de Nieuwe Houthaven en vormt de verbinding van de vaste wal (Dantzigerkade) en een veel oudere strekdam tussen de Houthavens en IJ. De weg op de dam sluit aan de zuidkant aan op de Haparandaweg (naam sinds 1940). Aansluitend op de dam was er het administratieve adres Haparandasteiger, aansluitend op de dam.

## Gelegen aan de dam
- De Bonte Zwaan (een drijvend gebouw waarin vijfendertig ateliers en bedrijfjes zijn gevestigd);
- Pont 13 (een oude stoompont van de Gemeenteveren uit 1937, in gebruik als restaurant;
- Het REM-eiland (sinds 2011);
- Aan het eind van de dam is aan de oever van het IJ een plek voor de binnenvaart om water te tanken en auto's aan en van boord te takelen.

## Afbeeldingen

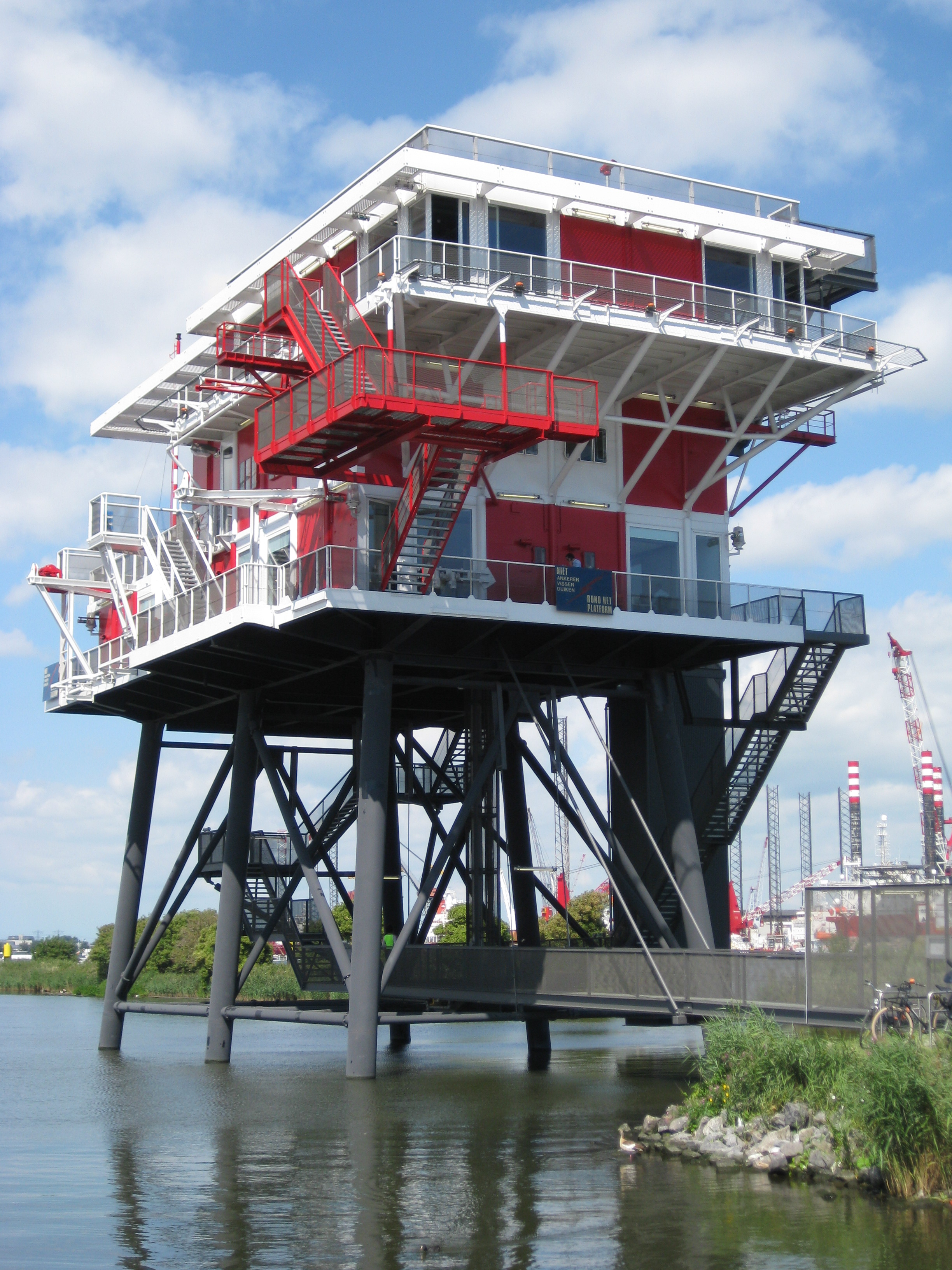
Het REM-eiland
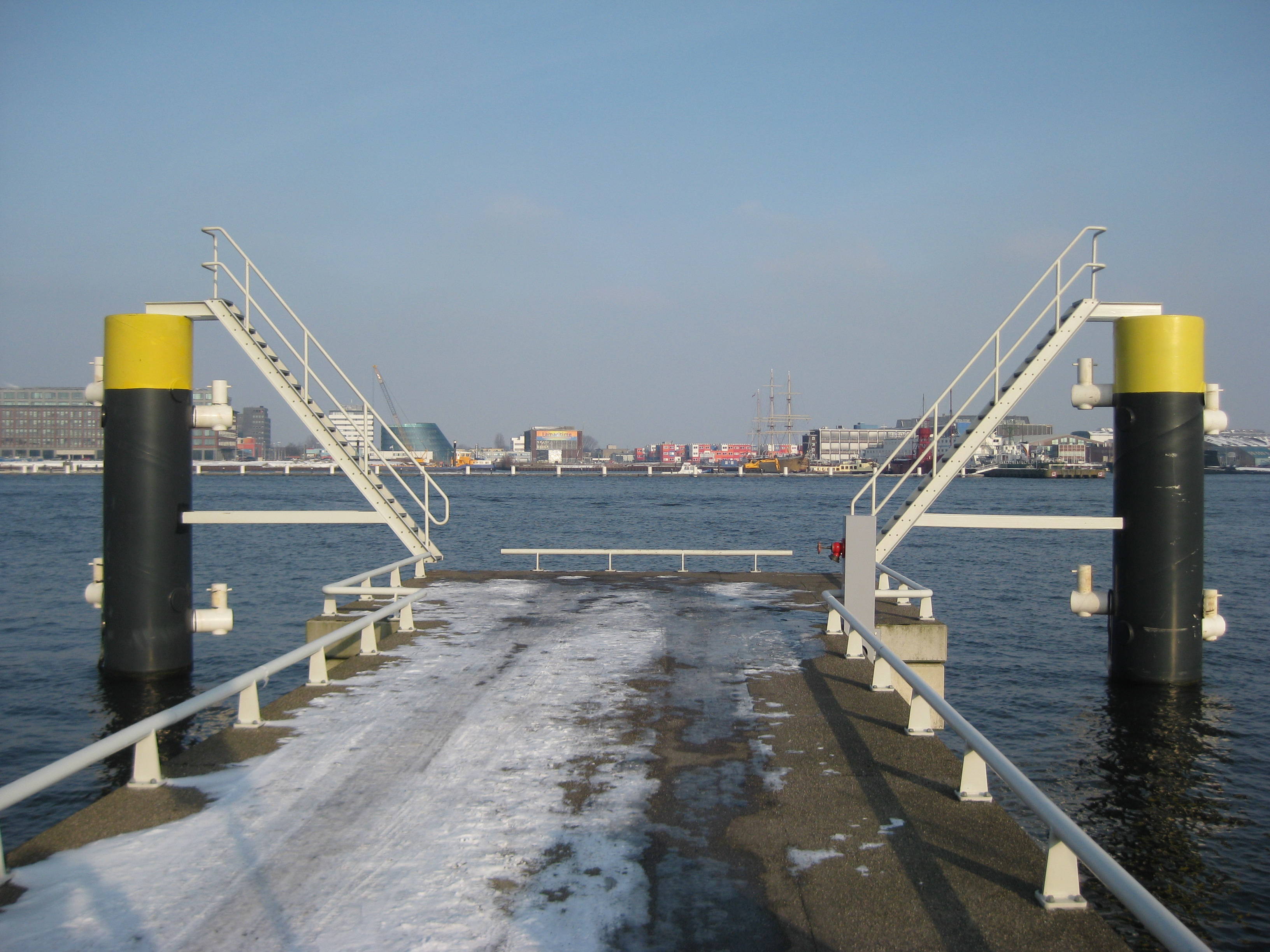
Servicepunt binnenvaart
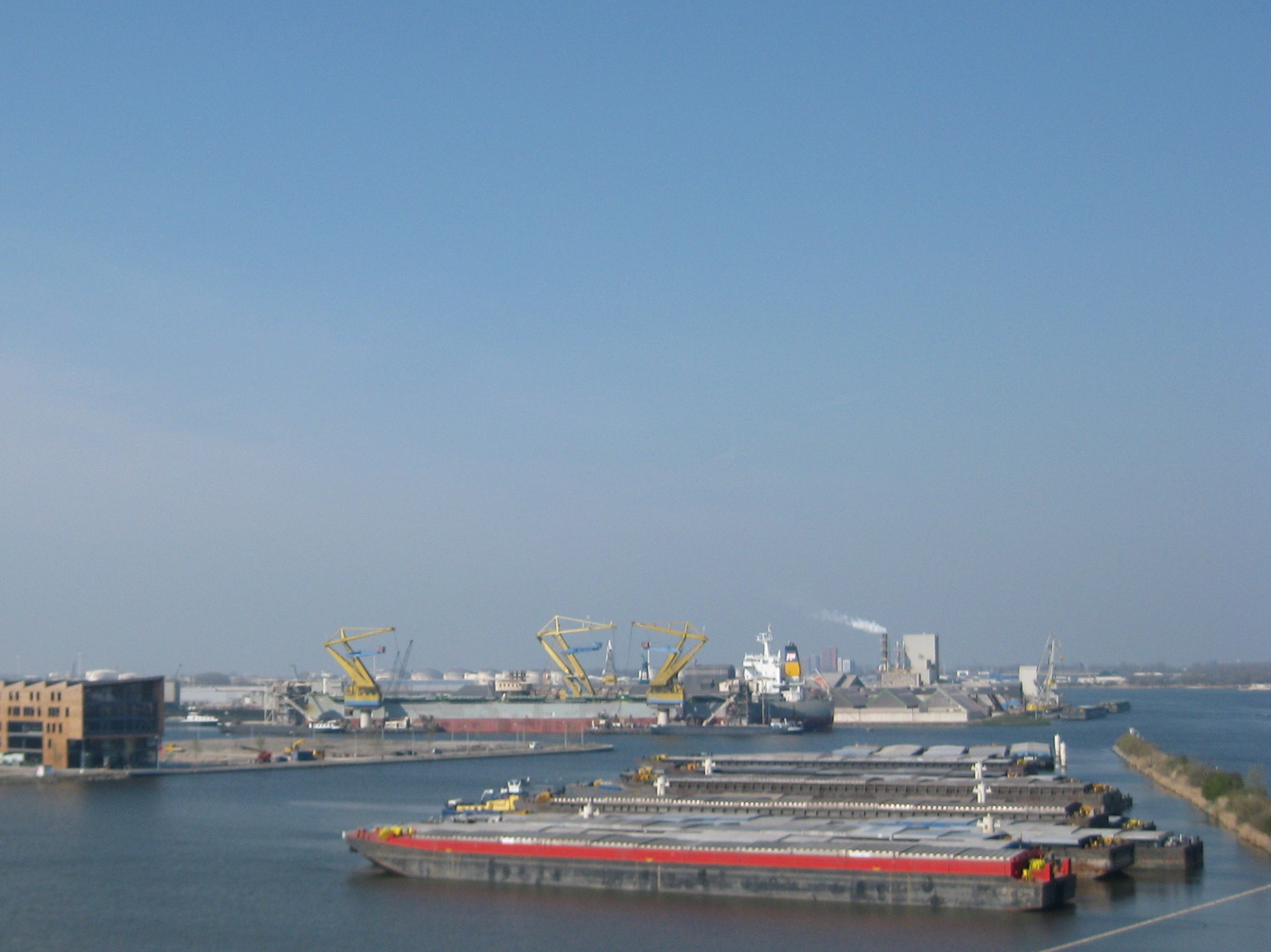
Nieuwe Houthaven
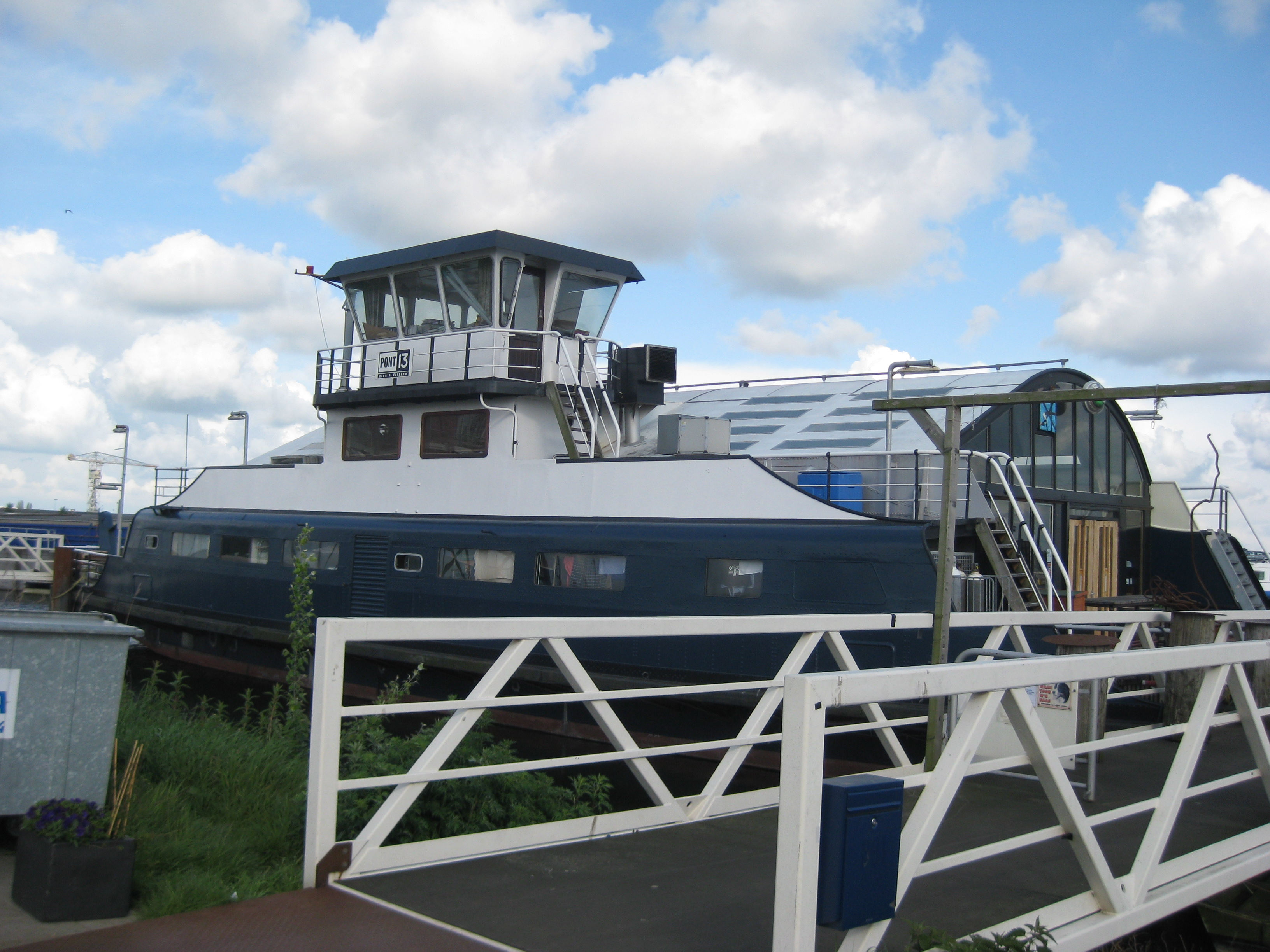
Pont 13
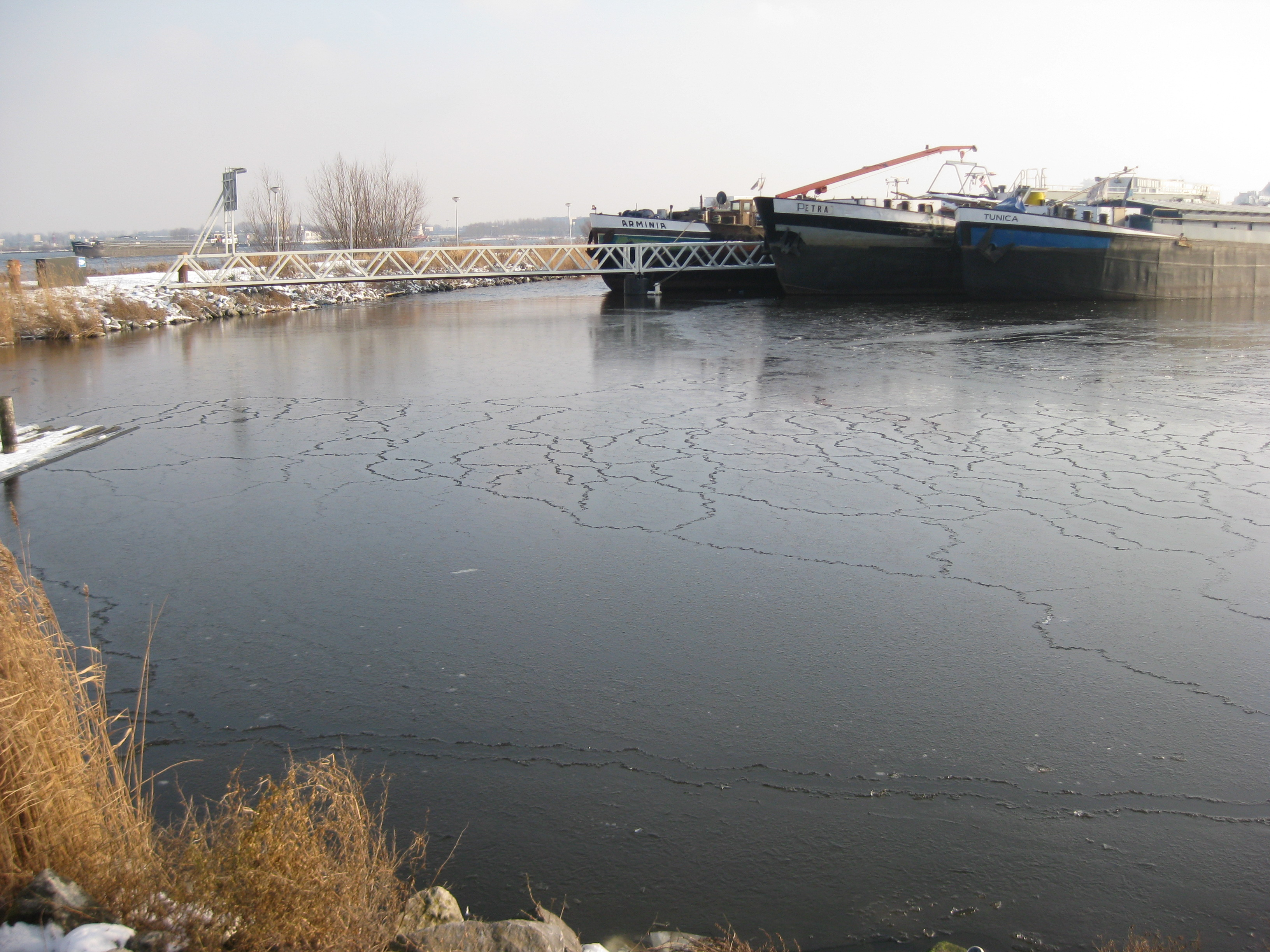
Houthaven